# محرك زند
محرك زند (بالإنجليزية: Zend Engine)‏ هو برنامج مفتوح المصدر يقوم بتفسير لغة بي إتش بي. أي ترجمة أكواد موقع الإنترنت ومعالجة عملياته على السيرفر وإرسال البيانات إلى المستخدم العادي للموقع. وهو الجزء الرئيسي في قلب نظام بي اتش بي ولا يمكن تجزئته منه، والمرء ليس بحاجة إلى التعامل بشكل مباشر مع هذا المحرك لأن عمله داخلي ومهمته هي مجمل العمليات التي تتم خلف الكواليس في سيرفر بي إتش بي عند كل استدعاء لصفحة مكتوبة بهذه اللغة.
النسخة الأولى من محرك زند ظهرت سنة 1999 مع الإصدار الرابع للغة بي إتش بي، يوفر محرك زند إدارة الذاكرة وإدارة الموارد والخدمات القياسية الأخرى لـ بي إتش بي.
الإصدار المفسر ل PHP 5 هو محرك زند الثاني.